# Paul Murry
Paul Murry (1911-1989) est un dessinateur américain.

## Biographie
Il est né en 1911 dans le Missouri, il commença à travailler comme fermier. Mais autodidacte dans le dessin, en 1937 à la suite d'un concours il est embauché dans une entreprise de gravure et part l'année suivante pour Los Angeles travailler pour Walt Disney Company où il restera jusqu'en 1984 après avoir touché à la plupart des personnages Disney, mais son nom reste lié à Mickey Mouse, Super Dingo et Le Fantôme noir. Il décède en 1989.

## Carrière
Son travail se partagea entre la bande dessinée et l'animation. Il fut assistant auprès de Fred Moore, l'un des grands animateurs de Walt Disney Pictures.

### Animation
- 1940 : Pinocchio (assistant)
- 1941 : Dumbo
- 1942 : Saludos Amigos
- 1946 : Mélodie du Sud (Song of the South)

### Bande dessinée
- 1943 : début de sa carrière sous forme de strip
- 1946 : début de sa carrière sous forme de Comics
- 1950-1973 : Mickey
- 1963-1982 : Super Goof (Super Dingo)  avec le scénariste Del Connell